# 辽菜
辽菜是指辽宁的地方菜肴，为中国菜系之一。辽菜又分为民间菜，官府菜和市肆菜（饭馆菜).
辽菜形成于清朝初年，是在鲁菜和官府菜等基础之上，并结合辽宁的地域特点以及人们的饮食习惯而慢慢形成的一种菜系。辽宁菜注重刀功、勺功和火功的运用。尤以炖、烧、熘、扒见长， 加以围、配、镶、酿。传统上的辽宁菜有偏咸，油厚汁浓，酥烂、形佳色艳的特色。

## 代表菜
- 珍珠元鱼
- 游龙戏凤用刺参、笋鸡、人参烹制）
- 扒三白（肥肠、菜心、笋片）
- 铁岭李记坛肉
- 沟帮子熏鸡
- 锅包肉（东北菜）相较于原版（黑龙江版）加入番茄酱淋炒
- 葱烧海参
- 海城牛庄馅饼
- 老边饺子

## 辽菜烹饪大师
王甫亭、徐子明、张彭年、张俊、唐克明、任树芳、黄明轩、刘国栋、刘敬贤、金立新、曹建华、董春晖等。

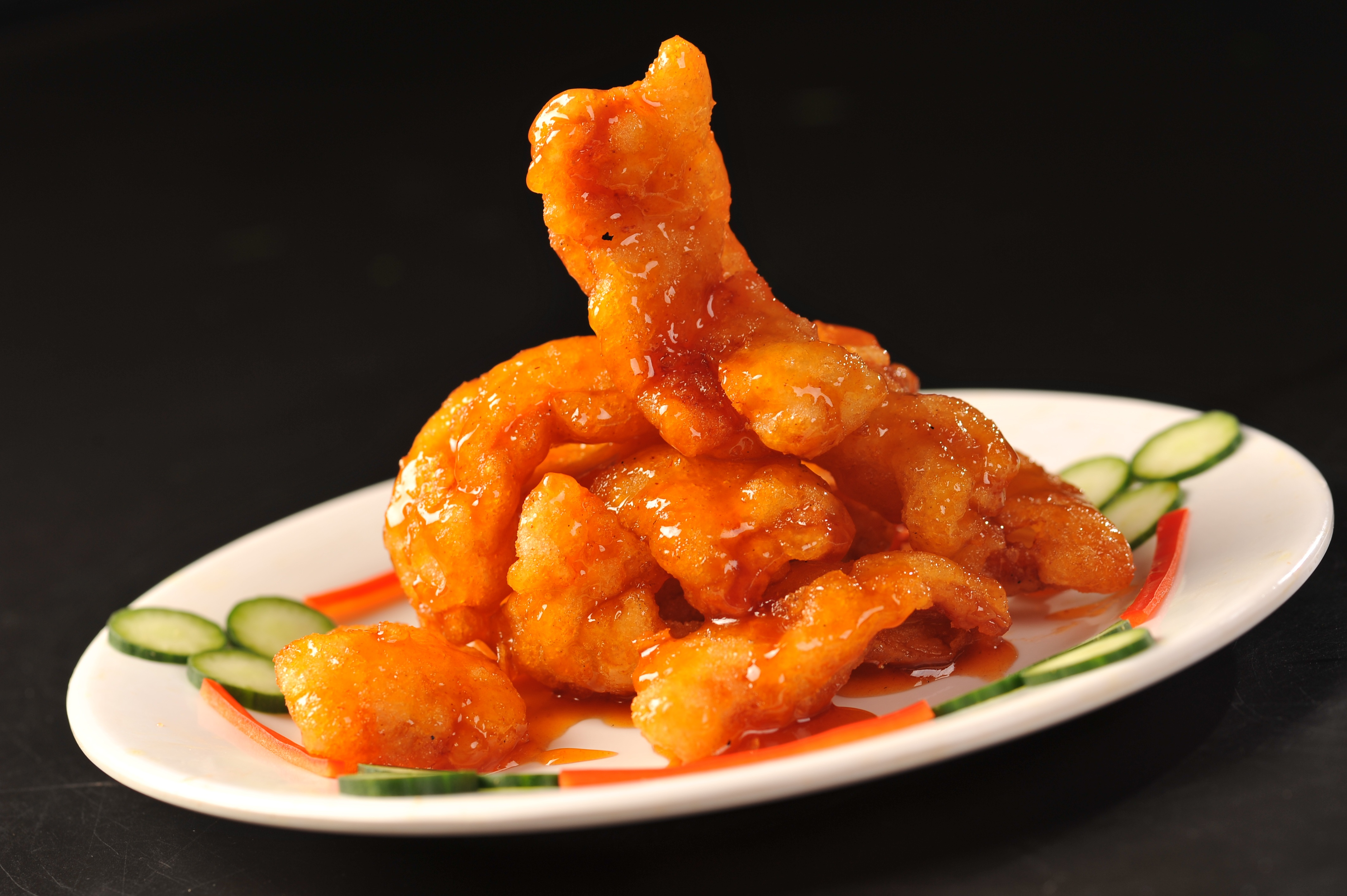
锅包肉(辽菜）